# FVC

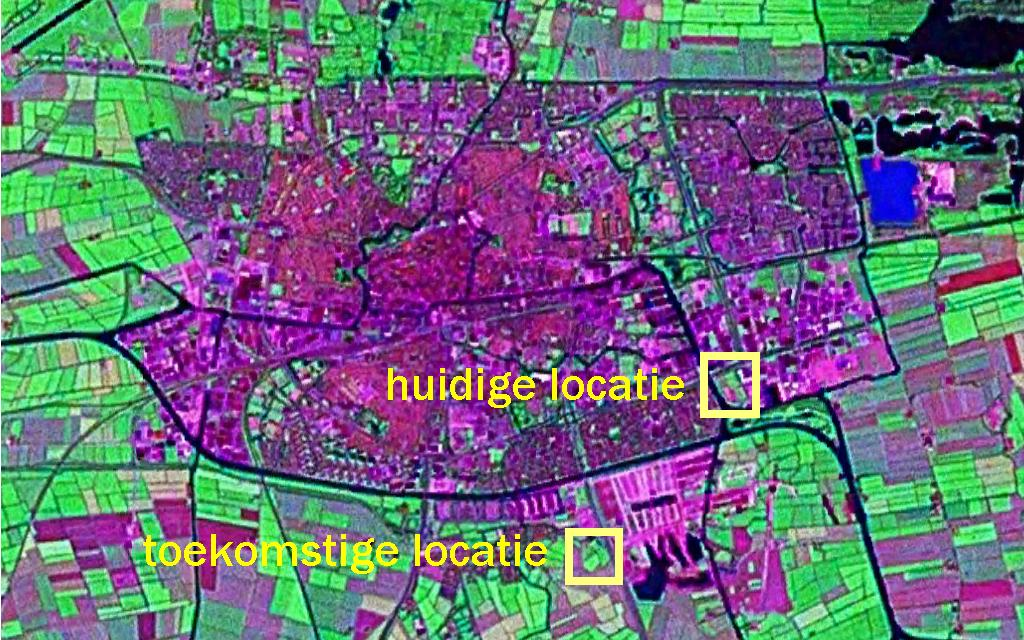
De "toekomstige locatie" is inmiddels de huidige locatie van FVC

FVC (Friesche Voetbal Club) is een Nederlandse amateurvoetbalclub uit Leeuwarden opgericht op 4 mei 1919. De thuiswedstrijden worden op het "Sportcomplex Wiarda" gespeeld.

## Algemeen
Op 4 mei 1919 werd bij samenkomst van de zeven oprichters in de Prinsentuin de "voetbalvereniging Vitesse" opgericht. Later werd de naam gewijzigd in "Friesche Voetbal Club" (FVC).

## Accommodatie
De club speelde in de loop der jaren op zeven verschillende locaties. Het eerste terrein waar werd gevoetbald was het "Soldatenland" aan de Harlingerstraatweg, vervolgens verhuisde de club naar een terrein aan de Nieuwlandsweg om vervolgens naar de Sportlaan te verhuizen. Hierna kreeg de vereniging een terrein aan de Borniastraat toegewezen (waar tegenwoordig het MCL is gevestigd). Van 1968-1981 was het "sportcomplex Nijlân" en van 1981-2009 "Sportpark de Hemrik" de thuishaven van de club. Halverwege het seizoen 2009/10 verhuisde FVC naar het "Sportcomplex Wiarda", net buiten Leeuwarden tussen de nieuwbouwwijk Zuiderburen en het dorp Goutum. FVC deelt het complex met zaterdagclub CVV Blauw Wit '34.

## Standaardelftallen
Het standaardelftal speelde altijd in de zondagafdeling, in tegenstelling tot de buren van Blauw Wit '34, die op zaterdag speelde.
In 2022 kwam er een einde aan zondagvoetbal bij FVC. De club maakte gebruik van de regeling van het horizontaal overstappen met behoud van niveau, waardoor het in het seizoen 2022/23 speelt in de Eerste klasse zaterdag.

### Zaterdag

#### Competitieresultaten
| \| - 5B \| |
| 21         |
| - 5B       |

| Vijfde klasse |

### Zondag
Sinds het seizoen 1922/23 speelt FVC afwisselend in de Eerste klasse en Tweede klasse met uitzondering van negen seizoenen in de Hoofdklasse en negen seizoenen in de Derde klasse.
In de Hoofdklasse speelde FVC zeven opeenvolgende seizoenen (1990/91 tot 1996/97) op het hoogste amateurniveau, met als hoogste eindklassering de tweede plaats in het seizoen 1992/93 achter kampioen Quick '20. Via drie periodes in de Eerste klasse en twee in de Tweede klasse speelde FVC in het seizoen 2011/12 weer in deze klasse, inmiddels het tweede amateurniveau na de invoering van de Topklasse in hetzelfde seizoen. Hierna werd in 2013/14 en 2014/15 nog twee seizoenen in de Hoofdklasse gespeeld.
In 2022 kwam er een einde aan zondagvoetbal bij FVC.
| Hoofdklasse | 90/91-96/97 | 10/11       | 13/14-14/15 |             |             |             |             |        |
| 1e klasse   | 31/32       | 38/39       | 82/83-89/90 | 97/98-98/99 | 01/02       | 08/09-09/10 | 11/12-12/13 | 15/16- |
| 2e klasse   | 22/23-30/31 | 32/33-37/38 | 39/40-64/65 | 69/70-70/71 | 76/77-81/82 | 99/00-00/01 | 03/04-07/08 |        |
| 3e klasse   | 65/66-68/69 | 71/72-75/76 |             |             |             |             |             |        |

1930/31: in promotie/degradatiecompetitie als kampioen van 2A met de kampioen van 2B (WVV) en nummer laatst van de 1e klasse (MSC) en na een beslissingswedstrijd tegen WVV (1-0) in Assen promoveerde FVC.
1932/33: in promotie/degradatiecompetitie als kampioen van 2A met de kampioen van 2B (VV Muntendam) en nummer laatst van de 1e klasse (LVV Friesland) handhaafde LVV Friesland zich.
1937/38: in promotie/degradatiecompetitie als kampioen van 2A met de kampioen van 2B (GRC) en nummer laatst van de 1e klasse (VV Hoogezand) en na een beslissingswedstrijd tegen Hoogezand (2-0) bij Be Quick in Groningen promoveerde FVC.
1950/51: dit seizoen handhaafde FVC zich na een beslissingswedstrijd in Meppel tegen VV Steenwijk (1-0).
1967/68: in dit seizoen beëindigden FVC en SC Emmeloord beide met 34 punten de competitie. De beslissingswedstrijd om het kampioenschap in Sint-Nicolaasga werd na verlenging met 1-2 verloren.
1975/76: in dit seizoen beëindigden FVC en SC Emmeloord beide met 30 punten de competitie. De beslissingswedstrijd om het kampioenschap in Gorredijk werd met 4-1 gewonnen.

#### Erelijst
Kampioenschappen
kampioen Eerste klasse: 1990, 2010, 2013
kampioen Tweede klasse: 1931, 1933, 1938, 1982, 2001, 2008
kampioen Derde klasse: 1969, 1976
winnaar Districtsbeker Noord: 1996

#### Competitieresultaten 1922–2020
| 1 3B |

| 2 2A |

| 1 2A |

| 2 2A |

| 3 2A |

| 5 2A |

| 3 2A |

| 3 2A |

| 2 2A |

| 1 2A |

| 10 |

| 1 2A |

| 4 2A |

| 2 2A |

| 3 2A |

| 2 2A |

| 1 2A |

| 10 |

| 2 C |

| 3 2A |

| 5 2A |

| 5 2A |

| 5 2A |

|  |

| 3 2A |

| 2 2A |

| 5 2A |

| 5 2A |

| 5 2A |

| 10 2A |

| 7 2A |

| 2 2A |

| 10 2A |

| 10 2A |

| 10 2A |

| 5 2A |

| 6 2A |

| 7 2A |

| 2 2A |

| 10 2A |

| 3 2A |

| 4 2A |

| 4 2A |

| 12 2A |

| 6 3A |

| 8 3A |

| 2 3A |

| 1 3A |

| 7 2A |

| 11 2A |

| 9 3A |

| 4 3A |

| 11 3A |

| 6 3A |

| 1 3A |

| 10 2A |

| 4 2A |

| 7 2A |

| 9 2A |

| 6 2A |

| 1 2A |

| 9 1C |

| 2 1C |

| 5 1C |

| 3 1C |

| 6 1C |

| 3 1C |

| 4 1C |

| 1 1C |

| 11 B |

| 4 B |

| 2 B |

| 11 B |

| 9 B |

| 11 B |

| 13 C |

| 8 1F |

| 12 1F |

| 4 2L |

| 1 2L |

| 7 1F |

| 11 1F |

| 3 2L |

| 10 2L |

| 3 2L |

| 4 2L |

| 1 2K |

| 6 1F |

| 1 1F |

| 13 C |

| 2 1F |

| 1 1F |

| 10 C |

| 14 C |

| 5 1F |

| 9 1F |

| 6 1F |

| 9 1F |

| -- 1F |

| - 1F |

| Hoofdklasse | Eerste klasse | Tweede klasse | Derde klasse | Noodcompetitie |

In elke staaf van de grafiek staat van boven naar beneden vermeld: 
- Eindnotering

Dit is de positie die de club heeft bereikt in de competitie, zonder eventuele beslissings-, play-off- of nacompetitiewedstrijden die nodig zijn geweest om bijvoorbeeld de kampioen van de competitie te bepalen.
Indien een * achter het getal staat is de notering een tussenstand en kan het zijn dat de notering niet overeenkomt met de uiteindelijke eindstand van de competitie.
Staat er een - dan is het seizoen nog bezig en is er geen definitieve uitslag bekend.
Staat er xx op de positie van de notering, dan heeft de club vroegtijdig de competitie verlaten. Dit kan onder andere komen door terugtrekking van het team, faillissement van de club of door een uitgedeelde straf van de KNVB. In veel gevallen staat elders in het artikel de reden vermeld.
Staat er een ? dan is het resultaat uit het verleden onbekend, en is alleen de competitie of het niveau bekend van dat seizoen.
In de seizoenen 2019/20 en 2020/21 werd wegens de coronacrisis het amateurvoetbal afgebroken. Daardoor kennen deze staven geen eindklassering (middels -- weergegeven).
- Competitieniveau en afdelingsletter of Officiële eindstand Eredivisie
  - Competitieniveau en afdelingsletter

Hierbij geeft het getal het niveau weer, dat ook terug te vinden is in de legenda. De letter is de afdelingsaanduiding en wordt gebruikt wanneer er meer afdelingen zijn op hetzelfde niveau. De afdelingsletter is altijd een hoofdletter en wordt meestal zonder nummer gebruikt.
Voorbeeld: 2F is niveau 2e klasse competitie F.
Het competitieniveau en nummer wordt niet vermeld wanneer er slechts één competitie van dit niveau was.
  - Officiële eindstand Eredivisie (getal staat tussen haakjes vermeld)

Sinds de introductie van play-offwedstrijden voor Europees voetbal na afloop van de reguliere competitie in 2005/06, is de KNVB verplicht een eindstand van de Eredivisie door te geven aan de UEFA aan de hand van deze play-offwedstrijden.
Bij deze eindstand staan clubs die zich hebben gekwalificeerd voor Europees voetbal hoger dan clubs die zich niet wisten te kwalificeren. Indien er geen verschil was tussen de eindnotering en de officiële eindstand, staat dit getal niet vermeld.

- Onderafdeling

Hier staat afgekort de naam van de onderafdeling indien de club in dat jaar in een onderafdeling uitkwam. Tevens staat deze afkorting in de legenda en wordt gelinkt naar het artikel over deze onderafdeling. Deze afkorting wordt alleen vermeld wanneer de club in het verleden in verschillende onderafdelingen heeft gespeeld. Deze vermelding is in de staaf altijd in kleine letters. Deze onderafdelingen zijn na het seizoen 1995/96 afgeschaft. Heeft de club in slechts één onderafdeling gespeeld, dan is dit alleen terug te vinden in de legenda.
Onder de staaf staat het jaartal vermeld waarin het seizoen is afgesloten. 15 verwijst naar het seizoen 2014/15 of eventueel het seizoen 1914/15.
Wanneer een staaf leeg is, zijn deze gegevens niet bekend. Het kan ook zijn dat de club dat seizoen niet heeft meegespeeld op het hogere amateurniveau, vroegtijdig de competitie heeft verlaten of uit de competitie is gezet.

In het seizoen 1944/45 was er wegens de Tweede Wereldoorlog geen regulier competitievoetbal.

## Bekende (oud-)spelers
- Pier Alma
- Sierd van der Berg
- Lucas Bijker
- Piet Boskma
- Maureen van Drogen
- Marc van Eijk
- Jaap Mulder

## Bekende (oud-)trainers
- Jan Schulting

CVV Blauw Wit '34 · SC Cambuur · VV DTD · GAVC · SC Flamingo · LVV Friesland · LAC Frisia 1883 · FVC · VV Irnsum · Leeuwarder Zwaluwen · SC Leovardia · SC Lions '66 · RKVV MKV '29 · VV Nicator · VV Oosterlittens · SC Stiens · VV Warga · WWS 

Voormalige clubs: VV Leeuwarden · VV Rood Geel